# Physaria floribunda
Physaria floribunda är en korsblommig växtart som beskrevs av Per Axel Rydberg. Physaria floribunda ingår i släktet Physaria och familjen korsblommiga växter.

## Underarter
Arten delas in i följande underarter:
- P. f. floribunda
- P. f. osterhoutii